# Ронданина
Ронданина (итал. Rondanina) је насеље у Италији у округу Ђенова, региону Лигурија.
Према процени из 2011. у насељу је живело 41 становника. Насеље се налази на надморској висини од 987 м.

## Становништво
| 1931. | 1936. | 1951. | 1961. | 1971. | 1981. | 1991. | 2001. | 2011. |
| ----- | ----- | ----- | ----- | ----- | ----- | ----- | ----- | ----- |
| 411   | 370   | 300   | 204   | 110   | 87    | 103   | 95    | 69    |